# ナフタレン
ナフタレン（ナフタリン、那夫塔林、naphthalene）は、分子式 C10H8、分子量 128.17 で、2個のベンゼン環が1辺を共有した構造を持つ多環芳香族炭化水素である。無色で昇華性を持つ白色結晶である。アセン類として最も単純な化合物。構造異性体として、7員環と5員環からなるアズレンがある。

ナフタリンの2008年度日本国内生産量は 197,828t、消費量は 114,075t である。

## 歴史
1820年代初頭、コールタールの蒸留によって得られる刺激臭のある白色固体について2つの別々の報告がなされた。1821年、ジョン・キッドはこれら2報の発表を引用し、この物質の性質の多くとその生産方法について記述した。キッドは、この物質がナフサの一種から得られていたため、「naphtaline」という名称を提案した。ナフタレンの化学式はマイケル・ファラデーによって1826年に決定された。2つのベンゼン環が縮環した構造は1866年にエミール・エルレンマイヤーによって提唱され、その3年後にカール・グレーベによって確認された。

## 構造および反応性
ナフタレン分子は1組のベンゼン環が縮環したものとして見ることができる。このため、ナフタレンはベンゼノイド多環芳香族炭化水素 (PAH) に分類される。ナフタレンには2組の等価な水素原子がある。α位は1、4、5、8位であり、β位は2、3、6、7位である。
ベンゼンとは異なり、ナフタレン中の炭素-炭素結合は全て同じ結合長ではない、C1-C2、C3-C4、C5-C6、C7-C8間の結合は約1.36 Å（136 pm）であるのに対して、その他の炭素-炭素結合の長さは約1.42 Å (142 pm) である。この差異は3つの共鳴構造を含むナフタレン中の結合の原子価結合モデルと一致する。C1-C2、C3-C4、C5-C6、C7-C8間の結合は3つの共鳴構造のうち2つで二重結合であるが、その他の結合は1つのみで二重結合となる。
ベンゼンのように、ナフタレンは芳香族求電子置換反応を受ける。多くの芳香族求電子置換反応において、ナフタレンはベンゼンよりも穏和な条件で反応する。例えば、ベンゼンおよびナフタレンはどちらも塩化鉄(III) あるいは塩化アルミニウム触媒の存在下で塩素と反応するが、ナフタレンおよび塩素は触媒がなくとも反応して1-クロロナフタレンを形成する。同様に、ベンゼンおよびナフタレンはともにフリーデル＝クラフツ反応によってアルキル化されるが、ナフタレンは硫酸あるいはリン酸を触媒としたアルケンあるいはアルコールとの反応によってアルキル化することもできる。
ベンゼン上で起こる通常の反応はナフタレンでも起こる。芳香族求電子置換反応の位置選択性は反応によって異なるが、α位の置換は速度論的に、β位の置換は熱力学的に有利とされる。ニトロ化など、加熱を必要としない求電子反応はもっぱら α位で起こる。スルホン化など、加熱下に起こる可逆的な求電子置換反応については β-置換体を優位に与える場合がある。これは、立体障害の低い β-置換体のほうが熱力学的に安定であることによる。
ナフタレンを適切な条件で酸化するとナフトキノンを生成する。水素化によりテトラリンやデカリンを与える。

## 命名法

### 置換位置接頭辞
ナフタレンはモノ置換体が2種類、ジ置換体は10種類あり、そのうち2種、9種については置換位置を示す接頭辞がつけられている。接頭辞はナフタレンまたはそのヘテロ置換複素環化合物で使用されることがあるが、IUPAC命名法では接頭辞ではなく位置番号を使う方法が推奨されている。
モノ置換体（一置換体）
| 接頭辞 | 読み     | 位置番号           |
| ------ | -------- | ------------------ |
| α-     | アルファ | 1 or 4 or 5 or 8位 |
| β-     | ベータ   | 2 or 3 or 6 or 7位 |

ジ置換体（二置換体）
| 接頭辞 | 読み     | 位置番号 |
| ------ | -------- | -------- |
| o-     | オルト   | 1,2位    |
| m-     | メタ     | 1,3位    |
| p-     | パラ     | 1,4位    |
| ana-   | アナ     | 1,5位    |
| ε-     | エピ     | 1,6位    |
| kata-  | カタ     | 1,7位    |
| peri-  | ペリ     | 1,8位    |
| pros-  | プロス   | 2,3位    |
| amphi- | アンフィ | 2,6位    |

註）2,7位ジ置換体には接頭辞が無い。

## 性質
ナフタレンはベンゼンよりもはるかに求電子置換反応を受けやすく、得られる化合物には染料の中間体として重要なものが多い。

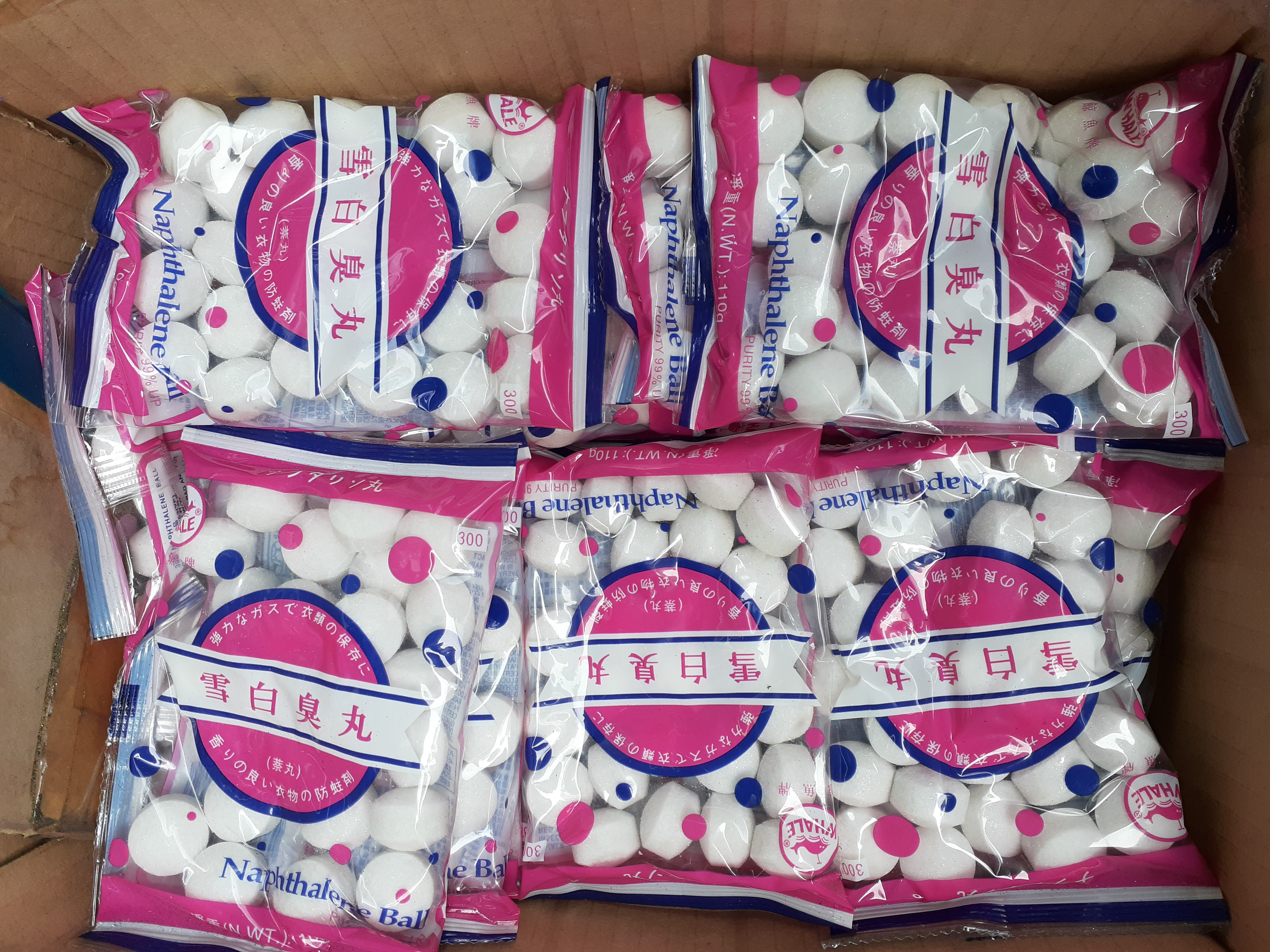
ナフタレンの防虫剤

ナフタレンはパラジクロロベンゼンと同様に、防虫剤として利用される。また現像済みの写真フィルムはナフタレンと化学反応を起こして退色・変色を起こすことがあるので、ナフタレンを成分とする防虫剤から離して保管する必要がある。
殺虫剤として1954年1月25日、忌避剤として同年8月2日に農薬登録を受けたが、殺虫剤としては1957年1月25日、忌避剤としては1971年11月18日に登録失効した。

## ナフチル基
ナフタレンから水素をひとつ取り去った1価の置換基は ナフチル基 (naphthyl group) と呼ばれる。取り去られた水素の位置により 1-ナフチル基と 2-ナフチル基がある。

## 安全性
労働安全衛生法の第2類特定化学物質に指定されている。
ナフタレンにさらされると、赤血球が障害を受け破壊される。赤血球の再生は可能だが、子供が誤ってナフタレンを含んだ防虫剤や防臭剤を口に入れた場合に問題になりやすい。極端な疲労感、食欲不振、不眠、チアノーゼといった症状が現れる。大量のナフタレンに暴露されると、吐き気、嘔吐、下痢、血尿、黄疸を引き起こす。万一、誤食があった場合は、病院に行くこと。また、ナフタレンの場合、誤飲時の応急処置として牛乳を飲ませるのは逆効果である。ナフタレンは脂溶性のためかえって体内に吸収され易くなってしまい危険である。
アメリカ合衆国では、国家毒性プログラム (NTP) がラットとマウスを用いたナフタレンの毒性試験を実施、1992年と2000年に結果が公表された。試験期間は2年間、土日を除く日にナフタレンの蒸気を雌雄のラットとマウスに暴露した、結果、雌雄のラットに於て鼻の腺腫と神経芽細胞腫の発生の増加を根拠として発癌性の活動の証拠を示したとした、またメスのマウスに於て肺の肺胞と細気管支の腺腫の発生の増加を根拠とし発癌性の活動の証拠を幾らか示したとした。オスのマウスに於ては発癌性の活動の証拠は得られなかった。最大濃度30ppm（純度99%以上）のナフタレン蒸気に1週間に5日、1日6時間暴露したところ、オスのマウスに対して10ppm未満では発がん性を示す証拠は得られなかった。性別とは無関係に10ppmと30ppmでマウスに肺胞腺腫と気管支腺腫の増加が見られた。ラットでは性別とは無関係に呼吸器の腺腫と 嗅神経の上皮性神経芽細胞腫の発生率が増加した。いずれのケースにおいても、がんに起因しない呼吸器の炎症が高頻度かつ広範囲の濃度で見られた。
またアメリカ国立衛生研究所(NTPの上部組織)は2005年の11回発癌性物質報告書(11th Report on Carcinogens)からナフタリンを「人間に対する発癌性物質と正当に予測される(Reasonably anticipated to be a human carcinogen)」物質としてリストしている。日本では厚生労働省が2015年11月より特定化学物質に含めており、業務で使用している場合は事業者が定期的に健康診断を受けさせる必要がある。
国際癌研究機構 (IARC) は、2002年にナフタレンをヒトに対する発癌性の疑いがある物質（Group2B）として位置づけた。同機構ではナフタレンに対する急性暴露は、ヒト、ラット、ウサギ、マウスにおいて白内障の原因となること、成体以外では経口暴露、吸入暴露、胎児期の間接暴露により、溶血性貧血が起こることを指摘している。

## ナフタレン系化合物
- ナフトール
- ナフトエ酸
- ナフチルアミン
- アセナフテン
- BINAP
- テトラリン
- デカリン